# Super Mario World 2: Yoshi's Island
Super Mario World 2: Yoshi's Island (japonsky スーパーマリオ ヨッシーアイランド, Súpá Mario: Jošší airando) je plošinovka z roku 1995 od společnosti Nintendo. Byla vydaná pro konzoli SNES. Je součástí herní série Super Mario. Cílem hry je dopravit baby Maria ke svému bratrovi (baby Luigimu) za pomocí přátelského draka Yoshiho, který musí projít přes 6 světů (a 48 levelů) a nedopustit, aby baby Maria neunesl čaroděj Kamek. Je to první hra, kde je Yoshi hlavní postavou a de facto tak započala herní sérii o Yoshim.
Hra je známá pro svůj unikátní design (celá je ručně malovaná), který byl ve své době jedinečný. Hra byla kritiky velmi kladně hodnocena a prodalo se jí přes 4 miliony kusů.

## Další vydání
Mírně upravené verze této hry byla v roce 2002 vydána pro Game Boy Advance. Tato verze byla vydána i pro Nintendo 3DS a Wii U. Původní verze byla vydána pro Nintendo Switch.